# 오리와 계급장
오리와 계급장은 1958년 발표된 선우휘의 단편 소설로, 한국 전쟁을 소재로 한다.

## 줄거리
어느날 대령은 은퇴 후 소일거리로 할 목적인 오리 농장을 사러 춘봉 형님, 공산당 대표였던 김 선생과 함께 한 시골에 간다. 그 곳에서 그는 현지 경찰서장에게 환영을 받으며 자기 자식들에게 살 과자를 약간 산다. 그리고 그들은 마을에서 반가워 하는 사람을 만나고는 대령의 집에 가서 술을 마시고 있었다. 그런데, 갑자기 춘봉 형님이 "공산당을 때려 잡자는" 서북 청년회의 노래를 부를려고 한 것이다. 이를 알게 된 대령은, 차라니 동요인 "푸른 하늘 은하수"를 부르는 것이 어떻겠냐고 제안했고 셋은 기분 좋게 그 노래를 부르는 것으로 끝난다.

## 등장인물
- 대령 : 은퇴할 준비를 하려고 자기 고향에 닭장을 마련하는 사람. 예전에 서북 청년단이였던 '춘봉 형님'과 공산당 활동을 했던 김선생과 친하다.
- 춘봉 형님 : 한때는 서북 청년단의 단원이였다. 그러나 이북에서 완전히 공산당이 장악하자 월남을 선택한다.
- 김 선생 : 공산당 활동을 했으나[1] 월남을 했다.